# Negativ temperatur
Negativ temperatur är den temperatur som har mer termisk energi, det vill säga är hetare, än oändlig positiv temperatur. Begreppet introducerades av Edward Mills Purcell och Robert Vivian Pound 1951.
Uppkomsten av negativa temperaturer är avhängig att systemets entropi endast innehåller bidrag från enstaka frihetsgrader, till exempel materialets magnetiska egenskaper, och att denna frihetsgrad bär en maximal mängd energi. För translationella frihetsgrader finns ingen sådan övre gräns eftersom tillräckligt höga temperaturer ger vilken rörelseenergi som helst. Negativ temperatur har påvisats experimentellt.
Negativa temperaturer skall inte förväxlas med minusgrader, eftersom sådana är positiva temperaturer i kelvinmätskalan.